# Condamine, Jura
Condamine är en kommun i departementet Jura i regionen Bourgogne-Franche-Comté i östra Frankrike. Kommunen ligger i kantonen Lons-le-Saunier-Nord som tillhör arrondissementet Lons-le-Saunier. År 2022 hade Condamine 246 invånare.

## Befolkningsutveckling
Antalet invånare i kommunen Condamine
Referens:INSEE